# Codex Leicester
Codex Leicester (også kortvarigt kendt som Codex Hammer) er en samling af videnskabeligt materiale skrevet af Leonardo da Vinci. Den er nedskrevet omkring 1504-1508 og blev udgivet i 1510.
Kodekset er navngivet efter Thomas Coke, der senere blev jarl af Leicester, som købte det i 1719. Manuskriptet har rekorden for den næsthøjeste salgspris af nogen bog, da det blev solgt til Bill Gates på auktion hos Christie's den 11. november 1994 i New York for $30.802.500 (ca. $50 mio. i 2017).
Kodekset giver indblik i et renæssancemenneskes tanker som kunstner, videnskabsmand og tænker, og det indeholder også en række exceptionelle illustrationer der linker kunst og videnskab.

## Ejere
- Giovanni della Porta, Michelangelos elev (?)
- Giuseppe Ghezzi (indtil 1719)
- Thomas Coke, 1. jarl af Leicester (femte inkarnation) (1719–1759)
- Leicester estate (1759–1980)
- Armand Hammer (1980–1990)
- Boet efter Armand Hammer (1990–1994)
- Bill Gates (1994–present)